# Neue Kauffahrtei

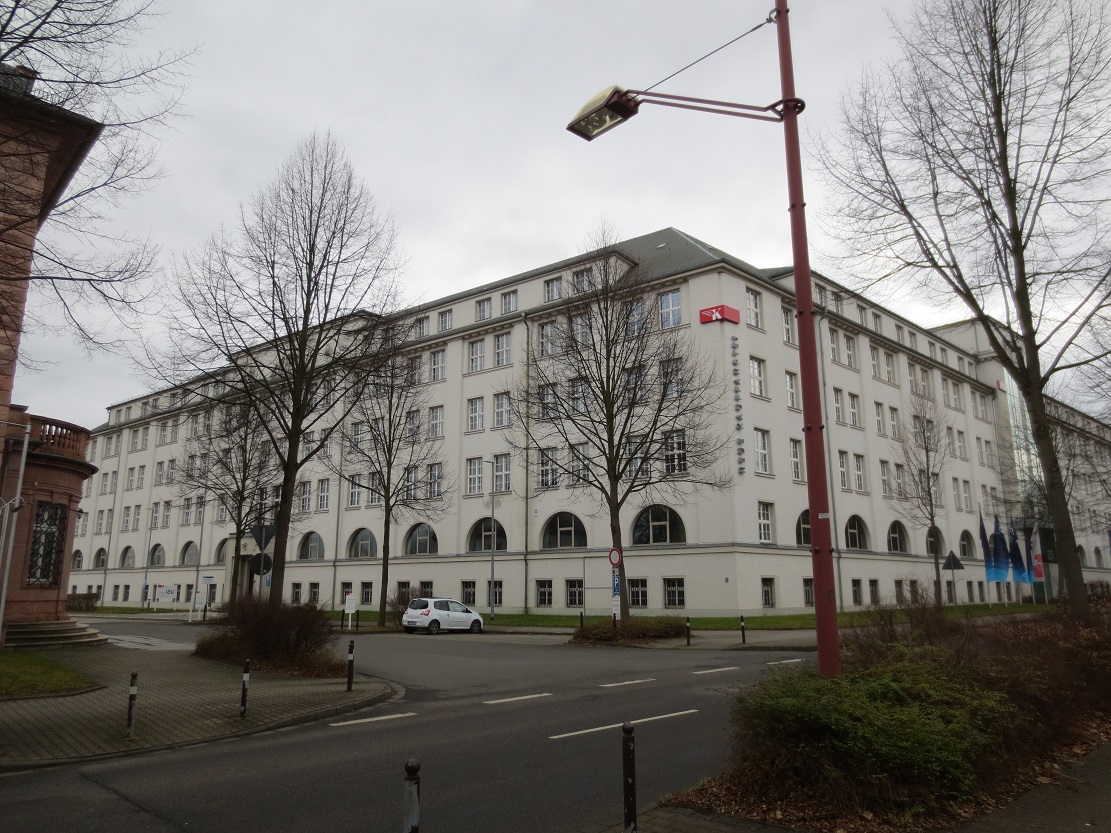
Neue Kauffahrtei Chemnitz (2014)

Heinrich Lorenz, etwa 1923

Die Neue Kauffahrtei ist ein Gebäudekomplex in Altchemnitz (Anschrift: Kauffahrtei 25). Die Gebäude stehen unter Denkmalschutz (ID 09202452) und sind im Besitz des genossenschaftlichen Zentralkonsums.

## Geschichte
1917 erwarb der Konsumgroßhandel GEG ein unbebautes Grundstück im Süden von Chemnitz gegenüber dem Stadtpark und in der Nähe der Eisenbahn. Bei der Erschließung des Industriegebietes wurde auch der Bau einer Straße notwendig, die später Kauffahrtei genannt wurde. Der Kauf war notwendig geworden, weil sich die GEG zu einem großen Handels- und Produktionsunternehmen mit Anschluss von über 1000 Konsumvereinen entwickelt hatte. 1920 wurde der Umsatz von einer Milliarde überschritten. Das Programm zur Umsetzung dieser Idee entwickelte Heinrich Lorenz, der bereits in jungen Jahren der Chemnitzer Genossenschaftsbewegung vorstand und seit 1903 Geschäftsführer der GEG war.
Der Bau wurde von 1921 bis 1923 vom Architekten Erich Basarke errichtet. Der Gebäudekomplex mit Lager und Produktionsstandort erhielt 1922 den Namen „Kauffahrtei“, eine aus dem Mittelalter stammende Bezeichnung für Handel, es sollte wohl ein Bezug zur Hauptverwaltung der GEG in Hamburg und der Seefahrt hergestellt werden. In den Jahren 1928 bis 1930 wurde die Anlage noch erweitert zu einer Vierflügelanlage. In der Kauffahrtei gab es ein Kolonialwarenlager mit Mostrichfabrik, Ölabfüllerei, Linsenbearbeitungsanlage, Kaffeerösterei, Kakao- und Tee-Abpackerei, ein Lager für Textil- und Schuhwaren und Hausstandsartikel.
Während der Herrschaft der Nationalsozialisten und des Zweiten Weltkrieges wurden keine Veränderungen vorgenommen und die GEG-Einrichtungen von der Deutschen Arbeitsfront verwaltet. Die Kauffahrtei wurde nach einigen Veränderungen und Auslagerungen 1954 als Handelsniederlassung rechtlich selbständig und dem Verband deutscher Konsumgenossenschaften – VdK eG (heute Zentralkonsum eG) zugeordnet. Von 1960 bis 1976 war die Kauffahrtei Standort für die Versandhandels-Zentrale der Konsumgenossenschaften (später: Konsument Versandhaus).
Nach dem politischen Umbruch 1990 wurden viele Betriebe geschlossen und für die Immobilie musste ein neues Nutzungskonzept entwickelt werden. Ab 1998 wurde eine umfangreiche und denkmalgerechte Sanierung des Kernstücks des heutigen Gewerbeparks vorgenommen. Das vierflügelige Hauptgebäude wurde entkernt und neu aufgebaut. Insgesamt wurden 20 Millionen Euro investiert. Die Immobilie verfügt über eine Gesamtfläche von 30.000 m² inkl. 800 Parkplätzen. Der Gebäudekomplex nennt sich jetzt „Neue Kauffahrtei“ und beherbergt einen Gewerbepark mit nach eigener Auskunft zwanzig vorwiegend mittelständischen Unternehmen. Auch Dienstleistungsbetriebe für Ausbildung und Forschung sind ansässig. Das Sächsische Landessozialgericht hat hier seinen Sitz.